# La Chapelle-aux-Bois
La Chapelle-aux-Bois è un comune francese di 679 abitanti situato nel dipartimento dei Vosgi nella regione del Grand Est.

## Società

### Evoluzione demografica
Abitanti censiti